# Institut Berggruen
Pour les articles homonymes, voir Berggruen.

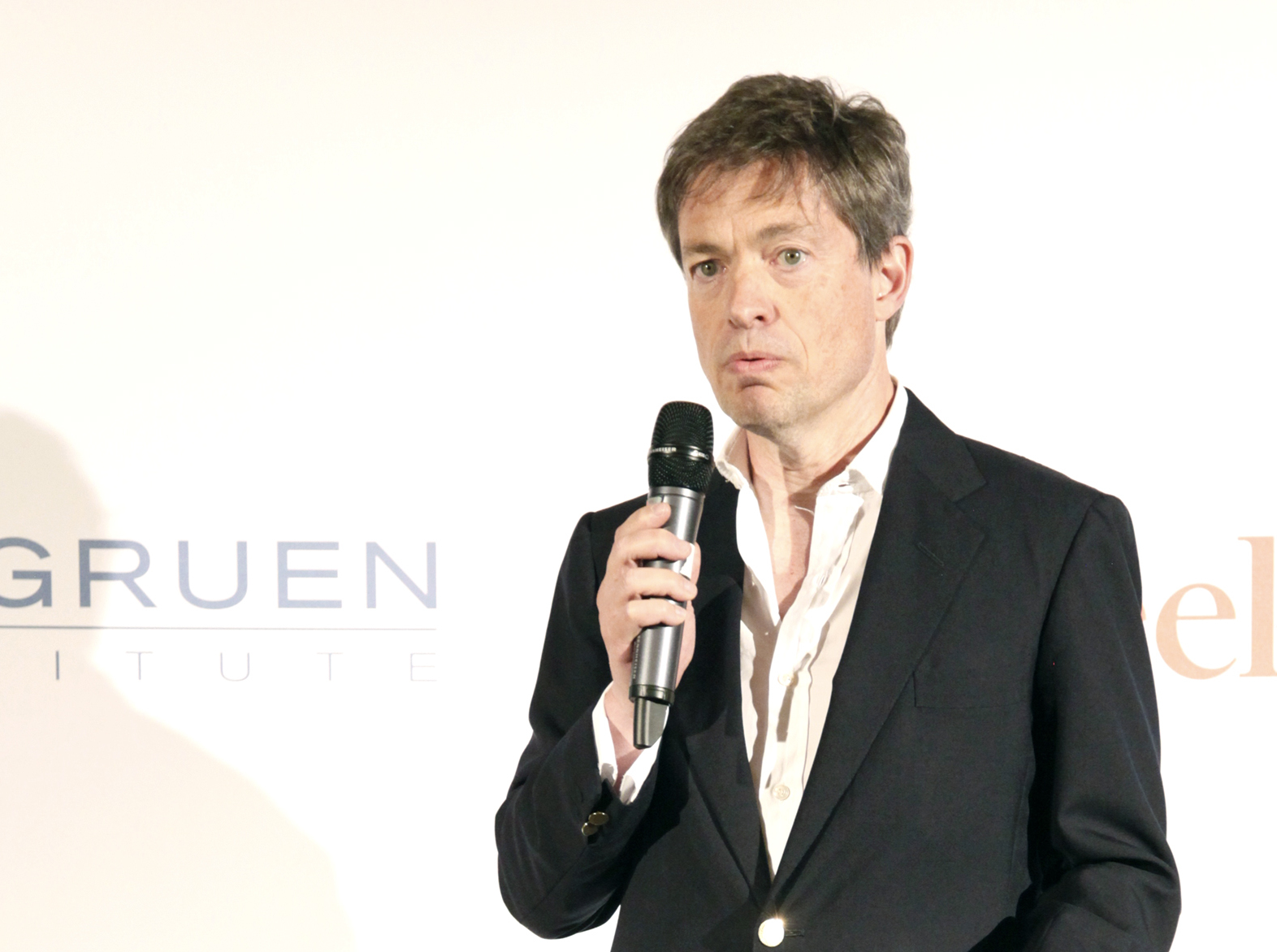
Nicolas Berggruen, fondateur

L’Institut Berggruen est un groupe de réflexion se voulant indépendant et non-partisan consacré à l’étude comparative et à la conception de systèmes de gouvernance adaptés aux défis complexes spécifiques au XXIe siècle. Fondé en 2010 en Californie par Nicolas Berggruen, il vise à intégrer la société de la connaissance aux enjeux de la démocratie et de la gouvernance.

## Désignation
Cet organisme s'est successivement appelé Institut Nicolas Berggruen, puis Institut Berggruen sur la gouvernance.

## Projets
L’Institut Berggruen amorce et développe des projets en constituant des groupes de travail destinés à développer des recommandations de réforme de la gouvernance dans le cadre de contextes spécifiques. Voici quelques-uns de ces projets :

### The Council for the Future of Europe
The Council for the Future of Europe est un groupe de réflexion interne institué afin de débattre et de préconiser des moyens visant à parvenir à une Europe unifiée. Il est présidé par l'ancien Premier ministre italien, Mario Monti. Parmi ses membres figurent notamment d’anciens chefs d’État : Tony Blair (R.-U.), Gerhard Schröder (Allemagne), Felipe González (Espagne), Romano Prodi (Italie), Matti Vanhanen (Finlande), Guy Verhofstadt (Belgique), Franz Vranitzky (Autriche), et Marek Belka (Pologne) ; on y compte également des économistes : Joseph Stiglitz, Michael Spence, Robert Mundell, Jean Pisani-Ferry, Nouriel Roubini, et Otmar Issing ; y figurent encore des chefs d’entreprise tels que  Mohamed A. El-Erian et Juan Luis Cebrián, ou des universitaires comme Niall Ferguson et Anthony Giddens ; l’ex-président de la Commission européenne Jacques Delors ainsi que l’ex-directeur du Comité international de la Croix-Rouge  Jakob Kellenberger, le directeur général de l’Organisation mondiale du commerce  Pascal Lamy le président de Goldman Sachs et l’ex-directeur de l’Organisation Mondiale du Commerce Peter Sutherland, l’ex-directeur de la Deutsche Bundesbank Axel Weber, Doris Leuthard, membre du Conseil fédéral suisse et l’homme d’affaires Alain Minc en font également partie. Le groupe milite pour une intégration politique plus importante au sein de l’Europe par le biais d’une meilleure consolidation fiscale européenne, d’une extension des pouvoirs attribués à la Banque centrale européenne, et de la contribution active des citoyens européens,.
En octobre 2012, le Conseil a parrainé à Berlin un forum public intitulé « L’Europe au-delà de la crise ». Parmi ses participants se trouvaient les ex-chanceliers allemands Gerhard Schröder et Helmut Schmidt, le ministre des Finances allemand Wolfgang Schäuble, le ministre des Finances français Pierre Moscovici, le président du parlement européen Martin Schulz, et le PDG de Google Eric Schmidt. L’un des sujets majeurs abordés lors du forum fut l’appel en faveur d’une intégration européenne plus importante. Lors d’un discours donné dans le cadre du forum, l’ex-premier ministre britannique Tony Blair a déclaré qu’« une union politique plus étendue » était nécessaire au sein de l’Europe si l’on souhaitait résoudre la crise de la zone euro, en indiquant que « si les structures de la zone euro aboutissent à une Europe fondamentalement divisée sur les plans économique et politique, au lieu d’une Europe dotée d’un règlement politique permettant d’adapter les différents niveaux d’intégration en son sein, l’UE telle que nous la connaissons se trouvera sur la voie de la séparation. » Le forum politique a également permis au financier George Soros de signaler que l’incapacité de résoudre la crise risque de transformer l’Europe en un système permanent à deux vitesses composé de pays créditeurs et de pays débiteurs. L’investisseur David Bonderman, l’ex-premier ministre pakistanais Shaukat Aziz, l’ex-présidente du comité des conseillers économiques du président Clinton Laura Tyson, et le PDG de Google Eric Schmidt, ont également averti que l’incertitude politique en Europe menaçait son avenir économique. Dans son discours à l’attention du forum, l’ex-chancelier allemand Gerhard Schröder a appelé l’Europe à adopter, afin de surmonter la crise, des réformes similaires à celles qu’il a instaurées au cours de l’année 2010 en Allemagne.
En mai 2013, le Conseil a organisé un autre forum politique, cette fois-ci à Paris. Le forum était destiné à aborder le taux élevé de chômage chez les jeunes européens. Le discours d’ouverture a été prononcé par le président de la République française François Hollande qui a lancé un appel à l’action afin de résoudre la crise. L’élément majeur de l’événement fut le lancement d’une « initiative européenne pour la croissance » dressée par les ministres français et allemands en collaboration avec l’Institut Berggruen. L’initiative comprend trois éléments principaux : la « garantie jeunesse » destinée à la promesse d’un emploi, d’un apprentissage ou d’une formation pour les jeunes qui ne sont plus scolarisés ou employés; l’amélioration de la mobilité géographique des jeunes en subventionnant les voyages destinés aux études et à l’apprentissage de nouvelles compétences au sein des autres pays de l’UE; et l’élargissement des crédits octroyés aux petites et moyennes entreprises, qui sont traditionnellement plus aptes à créer de l’emploi pour les jeunes,.

### 21st Century Council
The 21st Century Council (que l'on peut traduire par Conseil du XXIe siècle) est un conseil consacré à la réforme de la gouvernance internationale. Le conseil est présidé par l'ancien Président du Mexique, Ernesto Zedillo. Composé d’anciens chefs d’états, de lauréats du prix Nobel et de chefs d’entreprises internationales, son objectif est de suivre le G-20 afin de recommander des révisions politiques, économiques et financières,. Le conseil a présenté ses recommandations au président français Nicolas Sarkozy à l’automne 2011 avant le sommet du G-20 de Cannes, ainsi qu’en mai 2013 au président du Mexique, Felipe Calderón, avant le sommet du G-20 de Mexico. 
Lors de la réunion 2012, le Conseil a abordé la crise continue dont souffre la zone euro. Il a affirmé que l’Europe se trouvait face à un dilemme : la désintégration ou l’avancée vers une union fiscale et économique plus solide. Felipe González, l’ex-premier ministre espagnol, a déclaré qu’un sentiment de souffrance et de frustration dominait en Europe, et qu’il était nécessaire de rétablir l’équilibre entre les exigences relatives à l’austérité et les politiques stimulant la croissance à court terme. Le Conseil a signalé que l’incapacité de coordonner les politiques macroéconomiques pour la croissance et le manque de stratégie commune risquaient d’engendrer une nouvelle crise financière en Europe. Le Conseil a également réaffirmé l’importance accordée par le président mexicain Felipe Calderón concernant la « croissance verte », en précisant que l’absence de cadre international concernant le climat et le prix du charbon a empêché la croissance de l’économie de l’énergie verte. Le Conseil a proposé qu’une toile de réseaux nationaux et régionaux soit utilisée afin de fournir des biens publics au niveau international, telle qu’une croissance à faible émission de carbone visant à combattre le changement climatique. Une autre idée discutée concernait la mise en relation de l’organisation R20 Regions of Climate Action et les objectifs du G-20 sur le changement climatique. L’espoir étant que même si des mesures efficaces concernant le changement climatique sont contrecarrées au niveau international et national, les régions puissent toujours avancer et progresser en direction de ces objectifs. Agustín Carstens, gouverneur de la Banque du Mexique, s’est exprimé concernant la réforme de la répartition des votes au sein du Fonds Monétaire International et de la Banque Mondiale afin de refléter l’importance croissante des marchés émergents au niveau des résultats économiques internationaux.
Fin janvier 2013, lorsque le Conseil s’est réuni à Zurich, certains de ses membres ont exprimé leur frustration vis-à-vis du manque d’efficacité observé caractérisant le processus du G-20. Pour répondre ce problème, le Conseil a recommandé les modifications suivantes :
- une majorité qualifiée ou « architecture ouverte » plutôt qu'un consensus: la procédure du G-20 devrait être établie de manière à prendre les décisions par le biais d’une majorité qualifiée plutôt que par consensus. L’autre alternative serait d’instaurer une « architecture ouverte » lors des votes, afin de permettre la formation de « coalitions de volonté » pouvant varier en fonction des politiques discutées ;
- un secrétariat permanent : dans la mesure où chaque membre du G-20 poursuit son propre programme, il y a peu de continuité. Un secrétariat permanent devrait ainsi être établi pour enrayer cette tendance. Ce secrétariat – qui permettrait de coordonner les présidences précédentes, actuelles et futures du G-20 – devrait être dirigé par une personne réputée et crédible sur le plan international ;
- sujets d'importance et conférences ministérielles : les sujets d’importance devraient également se concentrer sur 1 à 3 éléments clé lors de chaque sommet. Tout le reste, y compris le travail préparatoire concernant les éléments clé, peut être effectué lors des conférences ministérielles du G-20 tout au long de l’année. L’objectif étant d’écarter les problèmes techniques de moindre importance, tout en libérant l’ordre du jour pour que le sommet des chefs d’États puisse aborder les sujets essentiels :
- séminaires de réflexion à long terme : chaque année, le président du G-20 devrait organiser des séminaires « réflexion à long terme » consacrés aux problèmes qui ne se trouvent pas encore sur la table mais qui représentent un enjeu majeur concernant la gouvernance internationale sur le long terme. Ceux-ci peuvent comprendre des sujets tels que le développement d’un nouveau système monétaire mondial, d’un nouveau mode de calcul du produit intérieur brut ou d’autres sujets relatifs à l’énergie et autres domaines similaires. Pour augmenter la légitimité du G-20, les États non-membres ainsi que les universitaires et la société civile devraient être invités à ces séminaires[24].

Les membres du Conseil du XXIe siècle, mis à part Berggruen, sont les suivants :
- Juan Luis Cebrián : président directeur général de PRISA
- Nouriel Roubini : économiste
- Mohamed A. El-Erian : PDG de PIMCO
- Gerhard Schröder : ex-chancelier fédéral d'Allemagne
- Michael Spence : prix Nobel
- Joseph Stiglitz : prix Nobel
- Seok-Hyun Hong : président de JoongAng Ilbo (JMnet)
- Felipe Gonzalez : ex-Premier ministre d'Espagne[26]
- Pascal Lamy : directeur général de l'Organisation mondiale du commerce (OMC)
- Alain Minc : auteur et conseiller politique
- Shaukat Aziz : ancien Premier ministre du Pakistan
- Festus Mogae : ancien Président du Botswana
- Dambisa Moyo : économiste et auteur
- Elon Musk : entrepreneur et inventeur
- Fernando Henrique Cardoso : ancien Président du Brésil
- Pierre Omidyar : entrepreneur et philanthrope
- Raghuram Rajan : économiste
- Jack Dorsey : fondateur de Twitter
- Eric Schmidt : président de Google
- Francis Fukuyama : politologue, philosophe
- Park Won-soon : maire de Séoul
- Patrick Soon-Shiong : président et Directeur général du ; Chan Soon-Shiong Institute for Advanced Health
- Peter Schwartz : cofondateur et président du Global Business Network
- Amartya Sen : prix Nobel
- John Gray : professeur et auteur
- Jeffrey Skoll : philanthrope et entrepreneur social
- Reid Hoffman : président exécutif de LinkedIn
- Fred Hu : président et fondateur de Primavera Capital Group
- Arianna Huffington : fondatrice de The Huffington Post
- Lawrence Summers : économiste
- Chad Hurley : entrepreneur et cofondateur de YouTube
- Laura D. Tyson : économiste
- Mohamed "Mo" Ibrahim : expert mondial des communications mobiles
- Wu Jianmin : diplomate
- Alexei Kudrin : économiste et ancien ministre russe des Finances
- George Yong-Boon Yeo : ancien Ministre des Affaires étrangères de Singapour
- Fareed Zakaria : journaliste et auteur
- Eric Li : fondateur et directeur général de Chengwei Capital
- Ernesto Zedillo : ex-président du Mexique
- Kishore Mahbubani : Diplomate et professeur
- Ahmed Zewail : Nobel Laureate
- Paul Martin : ex-Premier ministre du Canada
- Zheng Bijian : doyen du Central Party School of the Communist Party of China
- Ricardo Lagos : ex-président du Chili
- Walter Isaacson : PDG et président de l'Institut Aspen
- Zhang Lei (en) : Fondateur et président de Hillhouse Capital Group

### The Think Long Committee for California
The Think Long Committee for California plaide en faveur d’une approche globale en vue de restaurer et de rénover le système de gouvernance défaillant de l’État de Californie tout en proposant des politiques et institutions vitales pour la pérennité de l’État ,. La Commission de réflexion à long terme pour la Californie s’est appuyé dès le commencement sur un groupe de travail bipartite.
Les membres de la Commission de réflexion à long terme pour la Californie dirigent reflètent un éventail idéologique très varié. Les anciens secrétaires d’État républicains George Schultz et Condoleezza Rice, les démocrates Willie Brown et Gray Davis, le PDG de Google Eric Schmidt et le philanthrope de Los Angeles Eli Broad font partie de la Commission. Arnold Schwarzenegger, alors gouverneur de l’État de Californie a participé à la première réunion.
En novembre 2011, la Commission de réflexion à long terme pour la Californie a publié un rapport intitulé Plan pour le renouveau de la Californie : Rapports et recommandations. Le fondement de la proposition, conformément à Berggruens et au conseiller principal Nathan Gardels, se subdivise en trois parties, qui recommandent une autonomisation locale, la création d’un organe de surveillance indépendant, et un système d’imposition élargi et moderne.  
Les membres de la commission, mis à part Berggruen, comprennent :
- Eli Broad : cofondateur de Kaufman & Broad, philanthrope ;
- Willie Brown : 58e speaker de l'Assemblée de l'État de Californie et 41e maire de San Francisco ;
- Gray Davis : 37e gouverneur de Californie ;
- Maria Elena Durazo : secrétaire-trésorière de la fédération syndicale ouvrière AFL-CIO du comté de Los Angeles ;
- Ronald M. George : 27e juge en chef de la Cour suprême de Californie ;
- Antonia Hernandez : présidente de la California Community Foundation ;
- Robert Hertzberg : 64e speaker de l'Assemblée de l'État de Californie ;
- Gerry Parsky : ex-secrétaire adjoint du Trésor pour les affaires internationales ;
- Condoleezza Rice : 66e secrétaire d'État des États-Unis ;
- Eric Schmidt : président de Google :
- Terry Semel : ancien PDG de Warner Bros. et Yahoo! ;
- George P. Shultz : 60e secrétaire d'État des États-Unis ;
- Laura Tyson : ex-président de la Council of Economic Advisers ;
- David Bonderman : partenaire fondateur de TPG Capital.

Matt Fong (en), 30e trésorier de l'État de Californie, en a été membre jusqu'à sa mort en 2011.

## Bureaux
L’Institut Berggruen sur la gouvernance dispose de bureaux à Los Angeles, New York, Berlin et Zurich.

## Prix Berggruen
En 2016, l'institut crée le prix Berggruen pour distinguer les penseurs dont les idées contribuent à la compréhension de l'homme par lui-même et au développement de l'humanité. Le philosophe Charles Taylor est le premier lauréat.
| Année | Image | Lauréat                         | Pays            | Citation | Champ |
| ----- | ----- | ------------------------------- | --------------- | --- | --- |
| 2016  |       | Charles Taylor (né en 1931)     | Canada          | "whose work urges us to see humans as constituted not only by their biology or their personal intentions but also by their existence within language and webs of meaningful relationships."                | Philosophie politique, cosmopolitisme, herméneutique, philosophie des religions, anthropologie philosophique |
| 2017  |       | Onora O'Neill (née en 1941)     | Grande-Bretagne | for "her works have elevated the quality of public life and improved the very vocabulary of public discourse."                                                                                             | Philosophie politique, éthique                                                                               |
| 2018  |       | Martha Nussbaum (née en 1947)   | USA             | for "her transformative work as an academic philosopher into public debates about key questions of national and global political significance, making her one of the world's leading public philosophers." | Libéralisme, philosophie politique, féminisme, éthique, libéralisme social                                   |
| 2019  |       | Ruth Bader Ginsburg (1933–2020) | USA             | for being "a lifelong trailblazer for human rights and gender equality and a constant voice for justice, equal and accessible to all."                                                                     | Droit, science politique, féminisme, libéralisme, justice sociale                                            |
| 2020  |       | Paul Farmer (1959–2022)         | USA             | "leader in the development of public anthropology, as well as in improving health care for the world's poorest people."                                                                                    | Médecine interne, infectiologie, anthropologie médicale                                                      |
| 2021  |       | Peter Singer (né en 1946)       | Australie       | "for promoting the idea of 'effective altruism,' which encourages people to have reason, rather than empathy, guide their philanthropy."                                                                   | Ethique appliquée, bioéthique, utilitarisme, éthique environnementale, philosophie de vie                    |
| 2022  |       | Kōjin Karatani.                 | Japon           | | |

## Polémique judiciaire
Anticor, association de lutte contre la corruption et pour l'éthique en politique, a porté plainte contre Sylvie Goulard en décembre 2019 sur des soupçons de corruption passive, de trafic d'influence passif et d’abus de confiance en raison d'une rémunération de 324 000 euros en 27 mois offerte par l’Institut Berggruen, sans contrepartie connue. Cette affaire, classée sans suite en décembre 2020, donne lieu à l'ouverture d'une information judiciaire par le Parquet national financier en septembre 2022.